# Repomucenus calcaratus
Repomucenus calcaratus es una especie de peces de la familia Callionymidae en el orden de los Perciformes.

## Morfología
• Los machos pueden llegar alcanzar los 22 cm de longitud total.

## Hábitat
Es un pez de mar y de clima subtropical y demersal que vive entre 35-110 m de profundidad.

## Distribución geográfica
Se encuentra al sur de Australia (incluyendo la Isla de Lord Howe y la Isla Norfolk ).

## Observaciones
Es inofensivo para los humanos